# Mario Götze
Mario Götze (Memmingen, Njemačka, 3. lipnja 1992.) njemački je nogometaš i nacionalni reprezentativac. Igra na poziciji napadačkog veznog te je trenutno član Eintracht Frankfurta. Tehnički direktor njemačke nogometne reprezentacije, Matthias Sammer nazvao je Götzea "jednim od najvećih talenata koje je Njemačka ikad imala".

## Karijera

### Borussia Dortmund
Igrač je proizvod škole nogometa Borussije Dortmund u koju je došao kao osmogodišnjak. Za klub je kao profesionalac debitirao 21. studenog 2009. u utakmici Bundeslige protiv Mainza ušavši u igru pred sam kraj susreta. Ubrzo je postao standardan u klubu te je bio važna karika Borussije koja je u sezoni 2010./11. osvojila Bundesligu.
27. ožujka 2012. Götze je s klubom potpisao novi četverogodišnji ugovor. Iste godine igrač je s klubom obranio naslov prvaka Njemačke te je osvojio i nacionalni kup.

### Bayern München
3. srpnja 2013. Götze je predstavljen kao novo pojačanje Bayerna. Njemačko čudo od djeteta stiglo je iz Borussije nakon što su Bavarci platiti 37 milijuna eura koliko je iznosila klauzula za raskid ugovora. Götze je u tri sezone provedene u Bavarskoj odigrao 114 utakmica za Bayern u kojima je postigao 36 pogodaka i imao 24 asistencije.

### Borussia Dortmund
U srpnju 2016. je se Götze nakon tri godine vratio u Borussiju Dortmund. Reprezentativac je potpisao na četiri godine.

### Reprezentativna karijera
Mario Götze je prije poziva u seniorsku, igrao za njemačke U15, U16, U17 i U21 reprezentacije. 2009. godine je s U17 selekcijom osvojio europski naslov.
Za Elf je debitirao 17. studenog 2010. u susretu protiv Švedske. U igru je ušao u 78. minuti kao zamjena suigraču iz Borussije, Kevinu Großkreutzu. Tim debijem je postao najmlađi reprezentativac u njemačkoj reprezentaciji. Također, Götze i André Schürrle su prva dva njemačka reprezentativca koji su rođeni u ujedinjenoj Njemačkoj.
Götze je drugu utakmicu za Elf odigrao 9. veljače 2011. u prijateljskom susretu protiv Italije. Prvim pogotkom za reprezentaciju protiv Brazila 10. kolovoza 2011. Mario je postao najmlađi reprezentativni strijelac od njemačke poslijeratne ere. Tada je imao 19 godina i 68 dana.
Igrač je s reprezentacijom sudjelovao na EURO-u 2012. dok je s Elfom 2014. godine postao svjetski prvak osvojivši Svjetsko prvenstvo koje se održavalo u Brazilu a upravo on je zabio pobjednički pogodak.
Njemački nogometni izbornik objavio je u svibnju 2016. popis za nastup na Europsko prvenstvo u Francuskoj, na kojem se nalazio Götze.

#### Pogoci za reprezentaciju
| #   | Datum               | Mjesto                                   | Protivnik    | Pogodak | Rezultat | Natjecanje                          |
| --- | ------------------- | ---------------------------------------- | ------------ | ------- | -------- | ----------------------------------- |
| 1.  | 10. kolovoza 2011.  | Mercedes-Benz Arena, Stuttgart, Njemačka | Brazil       | 2:0     | 3:2      | Prijateljska utakmica               |
| 2.  | 2. rujna 2011.      | Veltins-Arena, Gelsenkirchen, Njemačka   | Austrija     | 6:2     | 6:2      | Kvalifikacije za EURO 2012.         |
| 3.  | 7. rujna 2012.      | AWD-Arena, Hannover, Njemačka            | Farski Otoci | 1:0     | 3:0      | Kvalifikacije za SP u Brazilu 2014. |
| 4.  | 22. ožujka 2013.    | Astana Arena, Astana, Kazahstan          | Kazahstan    | 2:0     | 3:0      | Kvalifikacije za SP u Brazilu 2014. |
| 5.  | 26. ožujka 2013.    | Grundig Stadion, Nürnberg, Njemačka      | Kazahstan    | 2:0     | 4:1      | Kvalifikacije za SP u Brazilu 2014. |
| 6.  | 15. listopada 2013. | Friends Arena, Solna, Švedska            | Švedska      | 2:2     | 5:3      | Kvalifikacije za SP u Brazilu 2014. |
| 7.  | 5. ožujka 2014.     | Mercedes-Benz Arena, Stuttgart, Njemačka | Čile         | 1:0     | 1:0      | Prijateljska utakmica               |
| 8.  | 6. lipnja 2014.     | Coface Arena, Mainz, Njemačka            | Armenija     | 5:1     | 6:1      | Prijateljska utakmica               |
| 9.  | 6. lipnja 2014.     | Coface Arena, Mainz, Njemačka            | Armenija     | 6:1     | 6:1      | Prijateljska utakmica               |
| 10. | 21. lipnja 2014.    | Estádio Castelão, Fortaleza, Brazil      | Gana         | 1:0     | 2:2      | SP u Brazilu 2014.                  |
| 11. | 13. srpnja 2014.    | Maracanã, Rio de Janeiro, Brazil         | Argentina    | 1:0     | 1:0      | SP u Brazilu 2014.                  |
| 12. | 3. rujna 2014.      | Esprit Arena, Düsseldorf, Njemačka       | Argentina    | 2:4     | 2:4      | Prijateljska utakmica               |
| 13. | 14. studenog 2014.  | Grundig Stadion, Nürnberg, Njemačka      | Gibraltar    | 3:0     | 4:0      | Kvalifikacije za EURO 2012.         |
| 14. | 10. lipnja 2015.    | RheinEnergieStadion, Köln, Njemačka      | SAD          | 1:0     | 1:2      | Prijateljska utakmica               |
| 15. | 4. rujna 2015.      | Commerzbank-Arena, Frankfurt, Njemačka   | Poljska      | 2:0     | 3:1      | Kvalifikacije za EURO 2012.         |
| 16. | 4. rujna 2015.      | Commerzbank-Arena, Frankfurt, Njemačka   | Poljska      | 3:1     | 3:1      | Kvalifikacije za EURO 2012.         |
| 17. | 29. ožujka 2016.    | Allianz Arena, München, Njemačka         | Italija      | 2:0     | 4:1      | Prijateljska utakmica               |

## Privatni život
Marijev otac Jürgen Götze je sveučilišni profesor na dortmundskom tehnološkom sveučilištu.
Od 2012. u vezi je s manekenkom Ann Kathrin Brömmel.

## Osvojeni trofeji

### Klupski trofeji
| Klub              | Trofej                     | Godina / sezona |
| Njemačka          | Njemačka                   | Njemačka        |
| ----------------- | -------------------------- | --------------- |
| Borussia Dortmund | Bundesliga                 | 2010./11.       |
| Borussia Dortmund | Bundesliga                 | 2011./12.       |
| Borussia Dortmund | DFB-Pokal                  | 2012.           |
| Bayern München    | Superkup Europe            | 2013.           |
| Bayern München    | Svjetsko klupsko prvenstvo | 2013.           |
| Bayern München    | Bundesliga                 | 2013./14.       |
| Bayern München    | DFB-Pokal                  | 2014.           |

### Reprezentativni trofeji
| Turnir       | Trofej   | Godina   |
| Njemačka     | Njemačka | Njemačka |
| ------------ | -------- | -------- |
| EURO U17     | Zlato    | 2009.    |
| Brazil 2014. | Zlato    | 2014.    |

## Vanjske poveznice
- Službena web stranica igrača
- Profil igrača na National Football Teams.com